# Archäoastronomie
Die Archäoastronomie beschäftigt sich auf wissenschaftlicher Basis mit archäologischen Ausgrabungen, Baudenkmalen, Artefakten und deren astronomischer Deutung und Interpretation. Das Fachgebiet wird auch als Astroarchäologie bzw. Paläoastronomie und Ethnoastronomie bezeichnet. Der Begriff Archäoastronomie entstand in den 1960er Jahren.

## Frühe Überlegungen
1555 berichtete Olaus Magnus über die Völker im Norden Skandinaviens, dass sie keine Sonnenuhr besaßen, „sondern (sie) bedienten sich bloß der hohen Felsensteine, die teils durch Natur teils durch Kunst gestellt sind, und die nach einer untrüglichen Mutmaßung die Sonnenstrahlen überschatten, und die Teile des Tages unterscheiden.“ Die erste verbriefte Nachricht megalithischer astronomischer Praktiken.
Erste astronomisch motivierte Überlegungen zu Orientierungen von Megalithen stammen vom dänischen Reichskanzler Arild Huitfeldt (1546–1609). Er unterschied die Dolmen Dänemarks in „Toten-Altäre“, welche seiner Ansicht nach Nord-Süd ausgerichtet waren und „Götzen-Altäre“, welche Ost-West ausgerichtet waren, wegen der „heidnischen“ Gepflogenheit die Sonne anzubeten.
William Stukeley (1687–1765) stellte als erster anhand eigener Messungen 1740 die Orientierung von Stonehenge nach dem Sonnenaufgang der Sommersonnenwende fest. 1723 ordnete er bereits die Steinkreise von Stanton Drew astronomisch zu.
1770 vermutete John Smith, dass Stonehenge darüber hinaus ein Planetarium der alten Druiden war und der Sarsenkreis als Zählkalender diente.
Johann Adrian Bolten (1742–1807) meinte in den abweichenden Richtungen der „Opferstätten“ (Hünengräber) einen Aspekt zur Altersbestimmung zu erkennen, da sich möglicherweise „die Abweichung der Magnetnadel“ seit damals geändert habe.
1777 berichtet der französische Naturforscher H. Besson vom kalenderastronomischen Sonnenphänomen am „Martinsloch“ bei Elm in der Schweiz.
1823 berichtete das Fürstlich-Lippische Intelligenzblatt über die Beobachtung des kalendarischen Erscheinens der Sonne im runden Fenster einer sakralen Felsnische der Externsteine und über Spekulationen damit verbundener früher Bestimmungen der Jahreszeiten.
1824 beobachtete der Archäologe Johann Gustav Gottlieb Büsching (1783–1829), dass die Gerippe in Gräbern vorgeschichtlicher Zeit überwiegend nach gleichen Himmelsrichtungen orientiert waren.
Ein Bericht aus dem Jahr 995 über einen „Donnersturm“ über Armagh nannte die irischen Megalithen „Celestral Index“ (Himmlische Anzeiger). Daraus schlussfolgerte 1835 der Ire Thomas Moore: „Dass es eine Hauptbestimmung dieser Denkmäler war, als riesenhafte Sonnenzeiger dazustehen, und durch ihre Schatten die Ab- und Zunahme des Tags, von Sonnenwende zu Sonnenwende, zu messen.“ Karl Benjamin Preusker sah in verschiedenen Felsen der Oberlausitz „heidnische Opferaltäre“ und „Göttertempel“ für einen „Sonnenkult“. Er sah eine ähnliche Bedeutung wie Stonehenge. In Vertiefungen vermutete er Sitzplätze der Priester „… zum religiösen Erwarten und Begrüßen der ersten Strahlen der aufgehenden Sonne.“ Ernst Wilhelm Heine spekulierte 1850 über Steinkreise des Gierfeldes bei Westerholte, dass sie „complizierte Chiffren und Formeln zur Berechnung der wichtigsten Ereignisse am gestirnten Himmel“ darstellen. 1885 stellte Heinrich Nissen (1839–1912) eine Untersuchung vor, welche die Ausrichtung antiker Tempel nach astronomischen Aspekten darlegte. Félix Gaillard (1832–1910) veröffentlichte 1892 eine Schrift, in der er die Megalithen als astronomische Hilfsmittel sah «L’Astronomie préhistorique».

## Geschichte
Die Archäoastronomie als eigenständige Wissenschaft verbindet man heute vor allem mit den Arbeiten des britischen Astronomen Joseph Norman Lockyer. Als ein weiterer Mitbegründer kann der amerikanische Astronom Gerald Hawkins gelten, der 1965 in seinem Buch Stonehenge decoded (und vorher 1963 in einem Nature-Artikel) darauf hinwies, dass in den Lage- und Abstandsverhältnissen zwischen den Steinen von Stonehenge Sonnen- und Mondvermessungen verschlüsselt seien. Man könne diese zur Voraussage von Sonnenauf- und -untergängen, der Bewegung des Mondes sowie Sonnen- und Mondfinsternissen verwenden. Seine Arbeiten wurden von Archäologen kritisiert, in der breiteren Öffentlichkeit aber positiv aufgenommen. Auch wenn seine Interpretation von Stonehenge als Rechenmaschine heute kaum noch Anhänger findet, werden astronomische Ausrichtungen auch bei Megalithanlagen wie Newgrange oder Kreisgrabenanlagen angenommen.
Heute beschäftigen sich etliche Wissenschaftler mit dem astronomischen Wissen unserer Vorfahren. Bei der Interpretation der Funde arbeitet die Archäoastronomie eng mit der astronomischen Chronologie zusammen und greift auf deren Methodik zurück. Für die archäoastronomische Feldarbeit werden u. a. Theodolit, Kompass, Neigungsmesser, Navigationssatellitensysteme und Geoinformationssysteme eingesetzt.
Meist wird von Archäoastronomie bei Kulturen gesprochen, die keine schriftlichen Aufzeichnungen hinterließen und wo nur archäologische Methoden weiterführen. Eine besondere Rolle nimmt die mesoamerikanische Archäoastronomie ein, da hier schriftliche Aufzeichnungen existieren (wie der Codex Dresdensis).
Ein Hauptteil der Archäoastronomie beschäftigt sich mit megalithischer Astronomie, also mit den astronomischen Kenntnissen der Kulturen in den Megalithgebieten Europas vom mittleren Neolithikum über die Bronzezeit (etwa 4500 bis 1500 v. Chr.). Neben den Großsteingräbern werden Menhire, Steinreihen und Steinkreise in die Betrachtung einbezogen. Allgemein schließt die megalithische Astronomie die Idee ein, dass bei etlichen Monumenten ein oder mehrere Elemente astronomische Bedeutung besaßen.
Einige Interpretationen auf dem Gebiet der Archäoastronomie sind umstritten, z. B. die Interpretation der Höhlenmalereien von Lascaux als eine Art Planetarium sowie diverser Felsgravuren in Höhlen der gleichen Region als astronomische Markierungen.
Seit 1981 veranstaltet die Internationale Astronomische Union wissenschaftliche Konferenzen, wie The „Oxford“ International Symposia on Archaeoastronomy. 2011 war das neunte Treffen in Lima, Peru.
Der Bauingenieur Erwin Reidinger untersucht Sakralbauten des Altertums und des Mittelalters bezüglich der Absteckung nach der aufgehenden Sonne. Bei Kirchengebäuden zeigt sich häufig, dass Langhaus und Chor unterschiedlich orientiert sind, was durch einen Achsknick in Erscheinung tritt.

## Organisationen, Institute und Einrichtungen
- European Society for Astronomy in Culture (SEAC)
- International Society for Archaeoastronomy and Astronomy in Culture (ISAAC)
- Società Italiana di Archaeoastronomia (SIA)
- Historical Astronomy Division – American Astronomical Society (AAS)
- Center for Archaeoastronomy in Maryland
- Sophia Centre for the Study of Cosmology in Culture an der University of Wales Trinity Sain David
- The University of Leicester
- Deutsche Gesellschaft für Archäoastronomie (2008)
- Landesamt für Denkmalpflege und Archäologie Sachsen-Anhalt (Himmelsscheibe von Nebra)
- Planetarium Merseburg
- Westfälische Volkssternwarte Recklinghausen
- Sternwarte „Bruno-H.-Bürgel“ in Sohland a. d. Spree
- Sonn-Wend-Stein-Verein in Österreich
- Wilhelm-Foerster-Sternwarte, Berlin[23]